# Vital Andrijašević
Vital Andrijašević (Dubrovnik, 1616. – Dubrovnik, 10. kolovoza 1688.), hrvatski književnik, franjevac, filozof, teolog i vrstan govornik

## Životopis
Rođen u Dubrovniku. Zaredio se u franjevačkom redu. Bio filozof, teolog i vrsni govornik u Italiji. Vratio se u Dubrovnik gdje je predavao retoriku i filozofiju. Uredio knjižnicu u samostanu Male braće. Spašavanjem ljudi i kulturnih vrijednosti istaknuo se u velikome dubrovačkom potresu 1667. godine. Godine 1679. imenovan je na mjesto stonskog biskupa, no nije prihvatio imenovanje. Napisao više djela. Djela je objavio u Mletcima i Jakinu. Pisao je na talijanskome i hrvatskome jeziku. Umro 1688. godine.

### Potres
Fra Vital Andrijašević je uputio pismo svećeniku Diodonu Bosdariju. Rečeni svećenik podrijetlom iz Čajkovića bio je vatikanski ekonom, ugledni i moćni crkveni autoritet koji je živio u papinskoj luci, gradu Anconi. Pismo je fra Vital poslao iz Dubrovnika deset dana nakon trešnje, 16. travnja 1667. godine, a ono glasi ovako...
Ovako žalosne novosti, gospodine moj Diodono, ne mogu se čuti nigdje na svijetu, a vjerujem da se ne mogu ni zamisliti slične ovima vijestima iz naše domovine Dubrovnika. Pišem vam više suzama nego tintom sada kad je domovina postala meta Božjeg prijezira da bih vam prikazao što se dogodilo na Svetu srijedu, 6. travnja, za mirnog vremena i jutra koje je lijepo započelo s laganim južnim vjetrom, koje je prekinuo udar trešnje kao i stanovnike u posvećenoj molitvi. Većina ljudi i žena bili su u crkvama dok su svećenici bili zauzeti ispovijedanjem kad je došlo do udara, kratkog otprilike koliko traje molitva Zdravo Marijo, ali tako snažnog da je cijeli grad Dubrovnik, zajedno s okolinom, Gružom, Rijekom, Konavlima, Zatonom, Mljetom i drugim mjestima koji su ostali, poput statue Nabukodonosora, oštećeni i srušeni tako da ništa nije ostalo na nogama, osim tvrđava i dijela zidina, te posve mali broj kuća, jako oštećenih. U tim ruševinama našli su se na Placi mnogi trgovci, plemići i druge osobe koje su izišle iz raznih trgovina zgnječene kamenjem, da su same stijene izgledale da plaču. Jednima je iz ruševina virila glava, drugima uzlupano poprsje, nekome ruka ili noge, a bilo je i onih koji su ležali na vlastitoj krvi ili uronjeni u krvavu lokvu vapeći pomoć ili su pak iskali sakramentalno odrješenje; bilo ih je koji su javno ispovijedali svoje grijehe i mračne zablude, dok su neki zgnječeni među kamenjem čekajući pomoć umirali. Najveći broj ljudi bio je živ zakopan, među ostalima cijela škola puna dječaka koju su vodili oci jezuiti, koje se i više dana nakon potresa moglo čuti kako plaču i ištu vode, no nije ih bilo načina spasiti. U svim tim nevoljama jedna veća skupina Vlaha spustila se sa stanovitom količinom robe s Levanta, zajedno s nekim stanovnicima Republike okrutno djelovaše pljačkajući zarobljene u ruševinama. Grabeći i stavljajući u svoje torbe odnijeli su puno zlata, srebra i dragocjenosti, čak i pojedine relikvije svetaca, a nitko ih nije mogao spriječiti, jer je svatko bio zabrinut za vlastitu sigurnost. Sve do osmog dana po trešnji pronalazilo se živih među ruševinama punih rana i to su bili susreti puni suza, jer ih nitko nije očekivao žive. U dumanjskim crkvama Kristovu muku slavile su brojne žene i djevojke kojih je većina bila zatrpana u trešnji zajedno sa svećenicima. Iz Samostana sv. Marka nije se spasila niti jedna [sic časna sestra Paula Dimitri i časna sestra Margarita Sorgo]. Iz srušenih samostana preživjelo je oko 60 časnih sestara [62] koje je spasio jedan brod u gruškoj luci. Od klera je ostala živa jedva desetina ljudi. Gospodin nadbiskup se nalazio u Dvoru i vidjevši kako se sve oko njega ruši bacio se s prozora uganuvši nogu, ali se uspio spasiti i otploviti istim brodom, kao i šezdesetak dumana. Istodobno su se otvorile sve tamnice i na slobodi su se našli svi zatvorenici, osim skupine žena utamničenih zbog vještičarenja koje su sve bile u istom zatvoru i ostale u njemu prignječene kamenjem. U kapeli Dvora poginuo je knez s većinom svoje obitelji, kao i dva brata malobraćanina koja su prisustvovala na misi. More se povuklo na dubinu od samo dva lakta i tri dana se nije vraćalo na svoju uobičajenu dubinu. To je prouzročilo nagnuće brodova i oštećenja, a svi koji su se nalazili u blizini zidova luke posve su razbijeni. Nestalo je vode u cisternama i fontanama. Podigla se gusta crvena prašina koja je nalikovala krvavim oblacima koji su prekrili nebo zamračivši sunce. Trčale su polugole djevojke, kao i ozbiljne žene, ne obazirući se ni na što drugo nego na spašavanje svoga života. Ali tu ne skončava naša bijeda. Budući da su toga dana mnoga ognjišta bila razgorena da bi se na njima skuhao objed, ali i pripremila jela odnosno kolači za skorašnje blagdane, oganj je zahvatio drvene predmete u srušenim kućama, a potom ga ojačala bura takvom snagom da je uspio uništiti sve što je preostalo, sve preostale kuće, svu trgovačku robu i sve preživjele u ruševinama pretvoriti u pepeo. Mnogi su pokušali spasiti što iz ruševina, ali je malo što preostalo nakon požara. Trećeg dana ipak je izvađeno prilično ljudi iz ruševina, među kojima i trudnica od šest mjeseci trudnoće, nad kojom je bilo pet lakata kamenja. Jedna je bila zatrpana s 13-godišnjim sinom kojega je ohrabrivala jedan i pol dan, ali je on preminuo. Ona je izvučena živa, ali s teškim ozljedama. Stradao je u ruševinama holandski diplomat, koji je putovao u Istanbul, a od njegove pratnje koja je brojila tridesetak ljudi preživjelo ih je samo osam. Uglavnom, u Gradu se polovina ljudi nije spasila, a potresi se nastaviše i danju i noću. Iz mora se često čula tutnjava koja je nalikovala topovskoj buci, a nitko nije znao hoće li se trešnja ponoviti. Oni malobrojni koji su se spasili bili su ranjeni, a nigdje nije bilo liječnika, lijekova, kirurga niti ikakvog sredstva za ublažiti bol. Najveća raskoš bio je pokrivač za postelju ili stolnjak. Svi jauču išteći nešto što im je nužno, zbog gladi i jada, ali nema nijednoga načina utješiti ih. Broj spašenih iz ruševina ne prelazi 500 ljudi. Među plemićima ih je nešto više od 40, koji su svi spremni prije dati život nego napustiti Grad. Unovačeno je 300 vojnika s dvostrukom plaćom nego inače kako bi ih potaknuli na obranu od bijesnih barbara u blizini. Oprezom i posvećenošću njegova Božanska Veličina može ublažiti jad i izliječiti teške rane. O ostalim nevoljama ne ću govoriti, jer su bez kraja i konca kao što su zločestoće onih o kojima nema smisla govoriti. Vaše Gospodstvo se treba utješiti jer ste izgubili puno prijatelja i svojte, gotovo cijele obitelji dvojice braće, koji će vas u kratkom vremenu moći utješiti svojom prisutnošću. No mislim da je dobro što su ovdje ostali vaši nećaci: presvijetli gospar Vlaho i Antun Bettera što je važno za njihovu trgovinu, za pronalazak robe zatrpane ruševinama. Ako vam se ne sviđa ova odluka, mislite na to da ona spašava prihode kuće. Preporučujem vam duše svih poginulih i ostajem živ sav vaš